# АНТ-43
АНТ-43 — пассажирский самолёт конструкторского бюро Туполева разрабатывался в 1934-36 годах. Проект не был завершен постройкой лётного образца.

## История проекта
Техническое задание на разработку пассажирского самолёта, использование которого так же предполагалось в ВВС РККА для нужд штабов было получено конструкторским бюро Туполева в 1934 году. Во второй половине августа 1934 года конструкторы приступили к проектированию самолёта. Было решено взять за основу истребитель АНТ-31, увеличив его геометрические размеры с сохранением конструкционной схемы и оснастить двигателем Gnome et Rhône 14Rsd. Этап проектирования и постройки не представлял серьёзных проблем. Однако на этапе сборки были выявлены серьёзные нарушения, которые вызвали сомнение в прочностных характеристиках, при этом выяснилось отсутствие расчётов на прочность деталей конструкции. Созданная техническая комиссия пришла к выводу о нецелесообразности достройки машины и в 1936 году работы по АНТ-43 были прекращены. Готовность на момент прекращения работ составила 75%. По другим данным самолёт по-видимому был достроен и не был допущен к лётным испытанием по решению комиссии под председательством В. Н. Беляева из-за несоответствия нормам прочности.
Неудача с реализацией проекта объясняется крайней загруженностью ведущих конструкторов КБ, ведь в этот период так же велись работы по самолётам АНТ-20, АНТ-25, АНТ-40 и АНТ-42. Так же определённую роль сыграл начальный период внедрения в авиационной промышленности плазово-шаблонного метода производства. При недостатке опыта на производстве некоторые детали подгонялись по месту при отсутствии чертежей и соответственно отсутствии прочностных расчётов этих деталей.

## Общие характеристики
- Экипаж: 1
- Пассажиров: 6
- Двигатели: 1× Gnome et Rhône 14Rsd
- Мощность: 1× 800 л.с.